# شبح درون پوسته: استند الون کامپلکس
شبح درون پوسته: استند الون کامپلکس (ژاپنی: 攻殻機動隊 STAND ALONE COMPLEX هپبورن: Kōkaku Kidōtai Sutando Arōn Conpurekkusu) عنوان یک مجموعه تلویزیونی انیمه ژاپنی در ژانر سایبرپانک و به نویسندگی و کارگردانی کنجی کامیاما از محصولات استودیوی پروداکشن آی. جی است، که بر اساس مجموعه مانگای شبح درون پوسته اثر ماسامونه شیرو به رشته تحریر درآمده است. فصل نخست مجموعه از اکتبر ۲۰۰۲ تا اکتبر ۲۰۰۳ به نمایش درآمد و با واکنش‌های مثبتی از سوی منتقدان همراه بود. فصل دوم تحت عنوان شبح درون پوسته: اس.ای.سی دومین گیگ بین ژانویه ۲۰۰۴ و ژانویه ۲۰۰۵ پخش شد. یک مجموعه تلویزیونی جدید اوان‌ای به نام شبح درون پوسته: سک ۲۰۴۵ به‌طور رسمی در دسامبر ۲۰۱۸ رونمایی شد و نخستین فصل آن در ۲۳ آوریل ۲۰۲۰، از طریق نتفلیکس در دسترس قرار گرفت. فصل دوم نیز قرار است در تاریخی نامشخص منتشر شود. هر دو فصل متشکل از ۱۲ قسمت هستند و با هم یک مجموعه تلویزیونی ۲۴ قسمتی را ایجاد می‌کنند. کنجی کامیاما کارگردانی فصل اول و شینجی آراماکی فصل دیگر را بر عهده دارند.